# 쿠루쿠루 랜드
쿠루쿠루 랜드(Clu Clu Land, 일본어: クルクルランド)는 닌텐도에서 제작, 1984년 11월 22일에 출시한 패밀리 컴퓨터용 고정화면 액션 게임이다.

## 개요
원 모양으로 생긴 주인공 구룻피(일본어: グルッピー)를 움직여, 신비의 힘을 가진 쿠루쿠루 랜드에 숨겨진 금괴를 찾아내는 비디오 게임이다.

## 시스템
구룻피는 기본적으로 자동 직진하며, 십자 버튼을 누른 방향으로 손을 뻗어 턴포스트를 잡고 빙글빙글 돌게 할 수 있다. 벽에 부딪히면 진행 방향이 반대로 바뀐다.
막대 사이를 지나갈 때 그곳에 금괴가 숨겨져 있으면 금괴가 나타난다. 그러나 고무 트랩이 나타나는 경우도 있는데, 이 고무 트랩에 맞으면 튕겨나오며, 이후에도 그곳은 통과할 수 없게 됨과 동시에 양 옆의 턴포스트는 사용할 수 없게 된다. 제한시간 안에 해당 스테이지의 금괴를 모두 찾으면 스테이지 클리어가 된다.
금괴를 모두 찾기 전에 제한시간이 끝나면 미스가 되며, 적에게 닿거나 구멍에 빠져도 미스가 된다. 미스로 인해 잔기가 다 떨어지면 게임 오버가 된다. 구룻피는 충격파를 발사해 적을 경직시킬 수 있으며, 턴포스트를 잡으면 구멍 위를 통과할 수 있다.